# Ерміт вохристий
Ермі́т вохристий (Phaethornis subochraceus) — вид серпокрильцеподібних птахів родини колібрієвих (Trochilidae). Мешкає в Болівії і Бразилії.

## Опис
Довжина птаха становить 11-12 см, вага 3,5-4 г. Довжина крила становить 5 см, довжина хвоста 5,5 см, довжина дзьоба 29 мм. Верхня частина тіла бронзово-зелена, пер на кій мають коричневі края. Верхня частина голови і шия коричнюваті. Через очі ідуть широкі коричневі смуги, окаймлені охристими "бровами" і "вусами". Підборіддя і горло темні, нижня частина тіла рудувато-охриста або коричнева. Центральні стернові пера бронзово-зелені з довгими білими кінчиками, крайні стернові пера додатково на кінці поцятковані темними смугами. Крила чорнувато-фіолетові. Дзьоб зверху чорний, знизу жовтий з чорним кінчиком, лапи коричневі.

## Поширення і екологія
Вохристі ерміти мешкають поширені від східних передгір'їв Болівійських Анд до південно-західної Бразилії (Мату-Гросу, Мату-Гросу-ду-Сул), бродячі птахи спостерігалися в Парагваї. Вони живуть в підліску сухих і вологих тропічних лісів, в рідколіссях, у вторинних заростях та у вологих чагарникових заростях, на висоті від 150 до 800 м над рівнем моря. Ведуть переважно осілий спосіб життя. Живляться нектаром квітів, а також дрібними комахами і павуками.